# Jacques Blasquez
Jacques Blasquez (Luçon, 31 janvier 1912 - Paris 14e, 11 août 1998) est un militaire français, Compagnon de la Libération. D'abord aviateur, il passe dans l'armée de terre en s'engageant pour la France libre après avoir refusé l'armistice du 22 juin 1940. Membre de la 2e division blindée, il combat au Moyen-Orient et en Afrique du Nord, puis participe à la libération de la France. Après la Seconde Guerre mondiale et un passage en Indochine, il passe dans le civil et met à profit son expérience de la mécanique des avions et blindés en travaillant dans diverses sociétés automobiles et aéronautiques.

## Biographie

### Jeunesse et engagement
Enfant d'un couple de commerçants, Jacques Blasquez naît le 31 janvier 1912 à Luçon en Vendée. Il s'engage dans l'armée de l'air en 1932 et est affecté à Beyrouth et à Damas. En septembre 1938, il entre à l'École militaire de l'air à Versailles d'où il sort en juillet 1939 avec le grade de sous-lieutenant et la spécialité d'officier mécanicien. Il est alors affecté à la base aérienne de Chartres puis à l'école technique de l'armée de l'air sur la base de Rochefort.

### Seconde Guerre mondiale
Au moment de la bataille de France, Jacques Blasquez est chef de la division d'instruction avions de l'école annexe de Royan. Devant l'avancée des troupes allemandes, l'école se replie à Argelès-sur-Mer dans les Pyrénées-Orientales. Après l'armistice du 22 juin 1940, il est mis à sa demande en congé d'armistice et, décidant de poursuivre la lutte, il tente de fuir la France. Embarqué à Marseille, il arrive à Oran où il cherche un bateau pouvant l'amener vers Gibraltar. Sur le point d'être arrêté, il parvient à s'enfuir vers Casablanca où il embarque en direction de Dakar. De là, il gagne la Gambie et rencontre les troupes britanniques qui le dirigent vers Freetown où il entre en contact avec les forces françaises libres avec lesquelles il s'engage le 9 janvier 1941.
L'aviateur Jacques Blasquez demande alors à passer dans l'armée de terre et, envoyé au Cameroun, il est affecté à la 1re compagnie autonome de chars de combat (1re CACC). Avec son unité, il embarque à Pointe-Noire en direction de Suez où il débarque le 23 avril 1941 avant de participer à la campagne de Syrie. Chef d'une section de chars, il est blessé à la jambe au cours de cette campagne.
Promu lieutenant, il est en poste à Damas puis responsable d'un parc d'engin blindé à Beyrouth de janvier à avril 1942. Il part ensuite en Égypte en mai 1942 et devient chef de l'atelier de campagne de la "colonne volante" composée de la 1re CACC et du 1er régiment de marche de spahis marocains. Avec cette unité, il participe à la seconde bataille d'El Alamein en octobre 1942 puis à la campagne de Tunisie aux côtés de la Force "L" du général Leclerc jusqu'en mai 1943.
Il passe capitaine le 25 mai 1943 et met en place et commande l'atelier lourd no 6 de la 2e division française libre (2e DFL). Arrivé au Maroc en novembre 1943 avec la 2e DFL rebaptisée 2e division blindée (2e DB), Jacques Blasquez prend le commandement de l'escadron de réparation no 1 du groupe d'escadron no XV (GER-XV) de la 2e DB. Embarqué pour l'Angleterre où il arrive en mai 1944, il débarque en Normandie le 2 août suivant. Il participe alors avec la 2e DB à la bataille de Normandie, à la libération de Paris et à la campagne d'Alsace. Le 1er mai 1945, il est affecté à l'état-major du GER-XV et suit la 2e DB dans l'invasion de l'Allemagne jusqu'à Berchtesgaden.

### Après-guerre
La guerre terminée en Europe, Jacques Blasquez est volontaire pour le corps expéditionnaire constitué pour partir combattre l'armée japonaise en Indochine. Prenant le commandement du 651e bataillon de réparation du matériel, il arrive à Saïgon le 28 décembre 1945. Rapatrié en France en mars 1947 et promu chef de bataillon, il prend sa retraite militaire en septembre 1947.
Il devient dans le civil inspecteur technique dans une société pétrolière puis cadre technico-commercial dans la société automobile Delahaye. En 1955, il devient cadre chez Messier-Hispano.
Jacques Blasquez meurt le 11 août 1998 à Paris et est inhumé dans sa ville natale de Luçon.

## Décorations
|  |  |  |  |  |  |
|  |  |  |  |  |  |
|  |  |  |  |  |  |

| Commandeur de la Légion d'Honneur               | Commandeur de la Légion d'Honneur               | Compagnon de la Libération                                           | Compagnon de la Libération                                           | Croix de Guerre 1939-1945               | Croix de Guerre 1939-1945               |
| Médaille coloniale Avec agrafe "Extrême-Orient" | Médaille coloniale Avec agrafe "Extrême-Orient" | Médaille commémorative des services volontaires dans la France libre | Médaille commémorative des services volontaires dans la France libre | Médaille commémorative de Syrie-Cilicie | Médaille commémorative de Syrie-Cilicie |
| Presidential Unit Citation (États-Unis)         |                                                 |                                                                      |                                                                      |                                         |                                         |

## Hommages
- Dans le 11e arrondissement de Paris, la terrasse du Commandant-Jacques-Blasquez a été baptisée en son honneur.

## Publications
- Jacques Blasquez, La longue marche du sous-lieutenant Jacques Blasquez, Mémoires d'hommes, 2000.